# Coupe du monde de football américain 2007
Navigation
CDM 2003 CDM 2011
La Coupe du monde de football américain 2007 est la troisième édition du tournoi mondial de football américain organisé par la Fédération internationale de football américain. 
Le tournoi final se déroule à Kawasaki (Japon) du 7 au 15 juillet.

## Qualifications
| Sélections qualifiées pour le tournoi final : | Sélections qualifiées pour le tournoi final : | Sélections qualifiées pour le tournoi final : |
| Amérique                                      | Asie                                          | Europe                                        |
| --------------------------------------------- | --------------------------------------------- | --------------------------------------------- |
| - États-Unis                                  | - Corée du Sud - Japon                        | - France - Allemagne - Suède                  |

Le Japon est qualifié en tant que pays organisateur et tenant du trophée. La Suède a empoché son ticket pour le mondial en remportant le titre de champion d'Europe 2005 tandis que les États-Unis ont été invités. C'est la première participation des Américains à ce rendez-vous mondial. L'équipe américaine sera principalement constituée de joueurs ou ex-joueurs de la NCAA.
Les trois autres formations se sont qualifiées à l'issue de phases qualificatives. La Corée du Sud a remporté les préliminaires impliquant l'Asie et l'Océanie, écartant notamment l'Australie (22-13). L'Allemagne et la France étaient têtes de série en Europe et devaient affronter les meilleures équipes du continent après des phases de qualifications. L'Allemagne a ainsi éliminé le Danemark (68-7) tandis que la France s'est imposée face à la Finlande (25-6). La Finlande avait sorti la Russie (42-0) avant d'affronter la France.

## Tournoi final
| Poule 1 | Poule 1 | Poule 1 | Poule 1 | Poule 1 | Poule 1  | Poule 1    |
| Équipe  | Vic.    | Nuls    | Déf.    | %       | Pts pour | Pts contre |
| ------- | ------- | ------- | ------- | ------- | -------- | ---------- |
| Japon   | 2       | 0       | 0       | 1.000   | 96       | 0          |
| Suède   | 1       | 0       | 1       | .500    | 16       | 62         |
| France  | 0       | 0       | 2       | .000    | 14       | 64         |

| Poule 2      | Poule 2 | Poule 2 | Poule 2 | Poule 2 | Poule 2  | Poule 2    |
| Équipe       | Vic.    | Nuls    | Déf.    | %       | Pts pour | Pts contre |
| ------------ | ------- | ------- | ------- | ------- | -------- | ---------- |
| États-Unis   | 2       | 0       | 0       | 1.000   | 110      | 7          |
| Allemagne    | 1       | 0       | 1       | .500    | 39       | 35         |
| Corée du Sud | 0       | 0       | 2       | .000    | 2        | 109        |

| - 7 juillet : Japon 48-0 France - 10 juillet : France 14-16 Suède - 12 juillet : Japon 48-0 Suède |  | - 8 juillet : Allemagne 32-2 Corée du Sud - 10 juillet : Corée du Sud 0-77 États-Unis - 12 juillet : Allemagne 7-33 États-Unis |

### Finales
| 14 juillet 6e et 5e place : |                                                              |        |                          |
| Corée du Sud                | 3-0                                                          | France | Stade : Kawasaki Stadium |
| 0 3                         | 1er quart-temps 2e quart-temps 3e quart-temps 4e quart-temps | 0      | Stade : Kawasaki Stadium |

| 14 juillet 4e et 3e place : |                                                              |       |                          |
| Allemagne                   | 7-0                                                          | Suède | Stade : Kawasaki Stadium |
| 0 7 0                       | 1er quart-temps 2e quart-temps 3e quart-temps 4e quart-temps | 0     | Stade : Kawasaki Stadium |

| 15 juillet Finale : |                                                                                       |            |                                    |
| Japon               | 20-23                                                                                 | États-Unis | Stade : Todoroki Athletics Stadium |
| 0 10 0 7 3 0        | 1er quart-temps 2e quart-temps 3e quart-temps 4e quart-temps 1er Overtime 2e Overtime | 7 0 3 7 3  | Stade : Todoroki Athletics Stadium |